# Juan Valdivieso
Juan Valdivieso Padilla (Lima, 1910. május 6. – Lima, 2007. május 2.) perui válogatott labdarúgókapus, edző.
A perui válogatott tagjaként részt vett az 1930-as világbajnokságon, az 1936. évi nyári olimpiai játékokon illetve az 1939-es Dél-amerikai bajnokságon.

## Sikerei, díjai

### Játékosként
Alianza Lima
- Perui bajnok (5): 1927, 1928, 1931, 1932, 1933

Peru
- Dél-amerikai bajnok (1): 1939

### Edzőként
Deportivo Municipal
- Perui bajnok (2): 1943, 1950

## Külső hivatkozások
- Juan Valdivieso a FIFA.com honlapján Archiválva 2015. február 4-i dátummal a Wayback Machine-ben